# Natalja Michailowna Wodjanowa

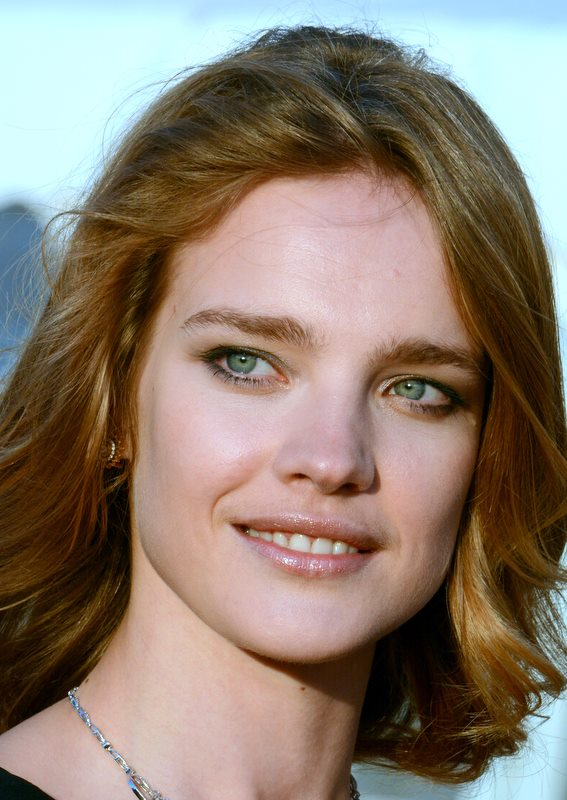
Natalja Wodjanowa (2013)

Natalja Michailowna Wodjanowa (russisch Наталья Михайловна Водянова; auch Natalia Vodianova; * 28. Februar 1982 in Gorki, Russische SFSR, UdSSR) ist ein russisches Model.

## Leben
Wodjanowa wuchs mit zwei Schwestern oder Halbschwestern – eine davon autistisch und mit Zerebralparese – in ärmlichen Verhältnissen bei ihrer alleinerziehenden Mutter auf. Eine vierte Tochter gab die Mutter im Jahr 2000 zur Adoption frei. Wodjanowa suchte erfolglos nach ihr, bis die in die USA adoptierte Schwester 2022 über einen DNA-Test selbst auf das Model stieß.
Wodjanowa arbeitete schon früh im Geschäft ihrer Mutter. Mit 15 Jahren zog sie mit einer Freundin in eine eigene Wohnung. Ihren Lebensunterhalt verdienten sich die Mädchen, indem sie einen eigenen Obststand betrieben.

## Karriere
Mit 15 begann Wodjanowa, sich bei diversen Model-Agenturen zu bewerben. Um ihre Karrierechancen zu verbessern, lernte sie innerhalb von drei Monaten Englisch und zog nach Paris, wo sie mit 17 einen Vertrag bei Viva Models unterschrieb. Kurz darauf erhielt sie einen Vertrag für die Parfumserie von Gucci. Nach vielen Laufstegaufträgen spielte sie auch in kleineren Filmproduktionen mit.

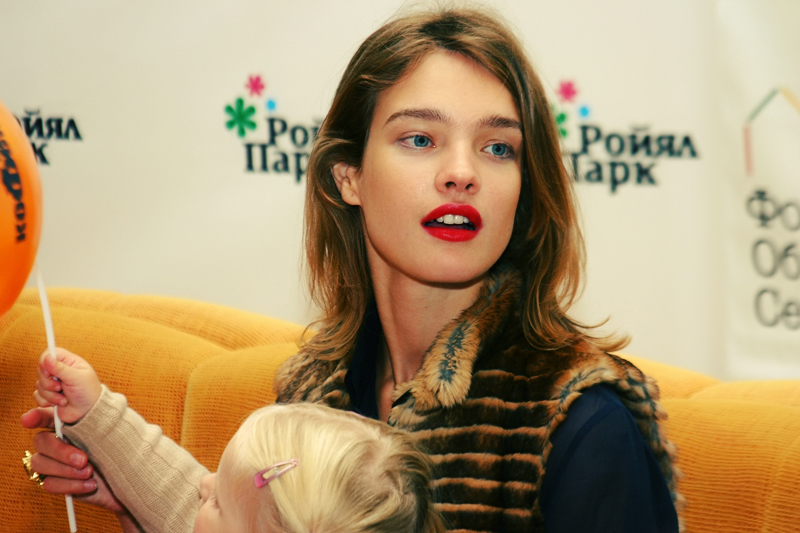
Natalja Wodjanowa (2008)

Inzwischen hat Wodjanowa für viele bekannte Marken und Designer gearbeitet. Unter anderem war sie von 2003 bis 2007 das Gesicht von Calvin Klein und 2008 das Gesicht der Kollektion von Diane von Fürstenberg und einer Louis-Vuitton-Kampagne. Ebenfalls modelte sie für die Make-up-Kollektion von Chanel im Frühjahr 2008 und im Herbst/Winter 2008 für Versace. Im Frühjahr 2009 entwarf Wodjanowa bei Etam eine eigene Kollektion. In einer von forbes.com jährlich veröffentlichten Rangliste belegte sie mehrfach einen Spitzenplatz unter den weltweit bestverdienenden Models, ihr Jahreseinkommen wurde in diesem Zusammenhang mit etwa 5,5 Mio. Euro angegeben.
Im Jahr 2010 spielte sie die Figur der Medusa in der Neuverfilmung von Kampf der Titanen.

## Persönliches
Wodjanowa ist zum zweiten Mal verheiratet. Mit dem ersten Ehemann, dem englischen Aristokraten Justin Portman (Sohn von Edward Portman, 9. Viscount Portman (1934–1999)) hat sie drei Kinder (* 2001, * 2006, * 2007) und zwei (* 2014, * 2016) mit dem zweiten Ehemann, dem französischen Unternehmer Antoine Arnault (Sohn von Bernard Arnault, Luxuskonzern LVMH).
Wodjanowa ist eine engagierte Philanthropin, wofür sie im März 2007 von der amerikanischen Zeitschrift Vogue ausgezeichnet wurde.
2005 gründete sie nach der Geiselnahme von Beslan die von ihr geführte Stiftung Naked Heart Foundation, die unter anderem Wohltätigkeitsveranstaltungen organisiert und mit Spendengeldern Spielplätze und Freizeiteinrichtungen für Kinder in Russland finanziert.

## Filmografie
- 2001: CQ
- 2009: Probka
- 2010: Kampf der Titanen (Clash of the Titans)
- 2012: Belle du Seigneur
- 2013: Swan Lake 3D – Live from the Mariinsky Theatre
- 2016: Street Style Highlights: Paris Fashion Week S/S 2017 (Dokumentarfilm)
- 2017: It had to be you, Natalia. (Kurzfilm)

## Sonstiges
- Sie wurde in Channel 5’s „World’s greatest supermodel“ auf Platz 16 gewählt.
- Ihr Spitzname ist „SuperNova“.